# Serranus
Serranus – rodzaj ryb okoniokształtnych z rodziny strzępielowatych.

## Klasyfikacja
Gatunki zaliczane do tego rodzaju:
| - Serranus accraensis - Serranus aequidens - Serranus africanus - Serranus annularis - Serranus atricauda – czarnobok - Serranus atrobranchus - Serranus baldwini - Serranus cabrilla – kabryl - Serranus chionaraia - Serranus flaviventris - Serranus hepatus – piłczyk - Serranus heterurus - Serranus huascarii - Serranus knysnaensis - Serranus luciopercanus | - Serranus maytagi - Serranus notospilus - Serranus novemcinctus - Serranus phoebe - Serranus psittacinus - Serranus sanctaehelenae - Serranus scriba – strzępiel pisarz - Serranus socorroensis - Serranus stilbostigma - Serranus subligarius - Serranus tabacarius - Serranus tico - Serranus tigrinus - Serranus tortugarum |

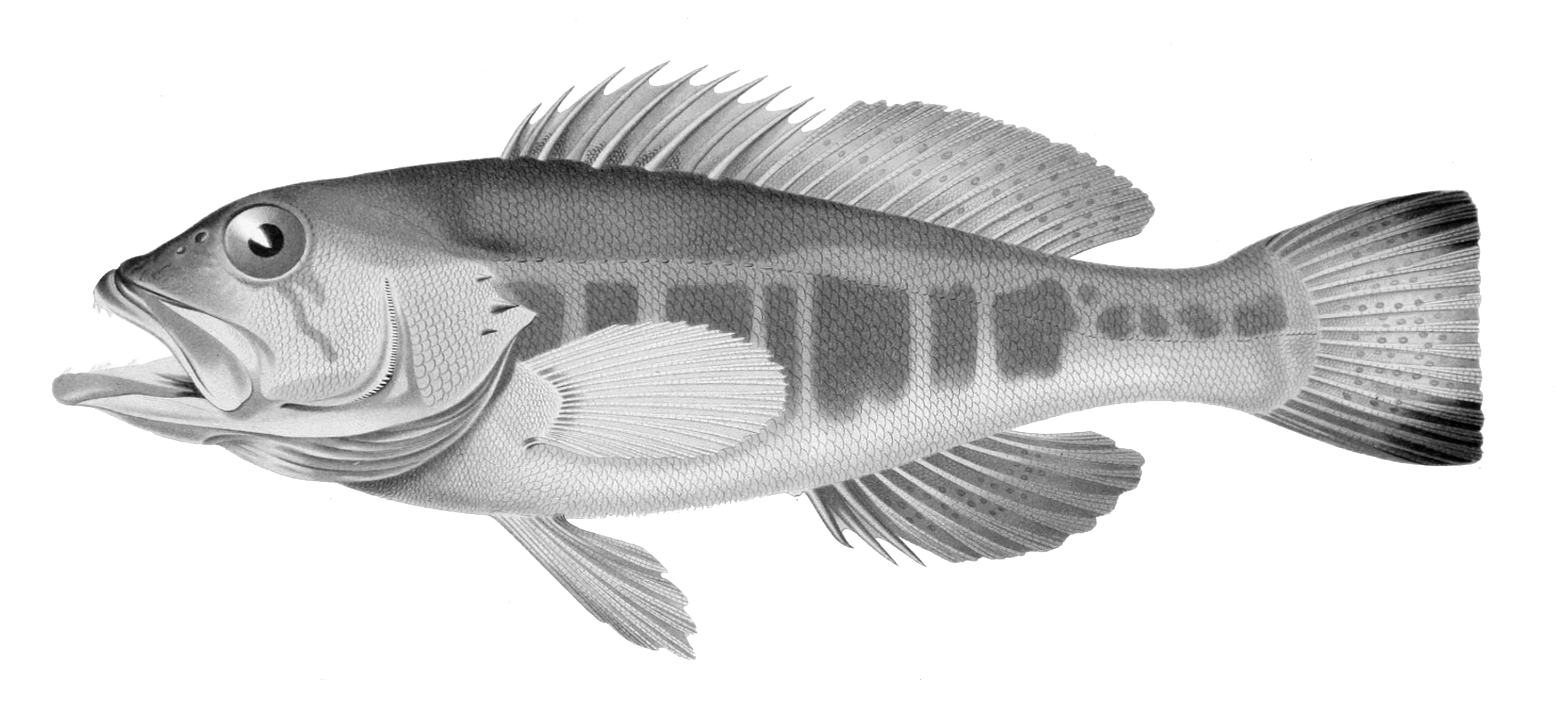
Serranus atricauda
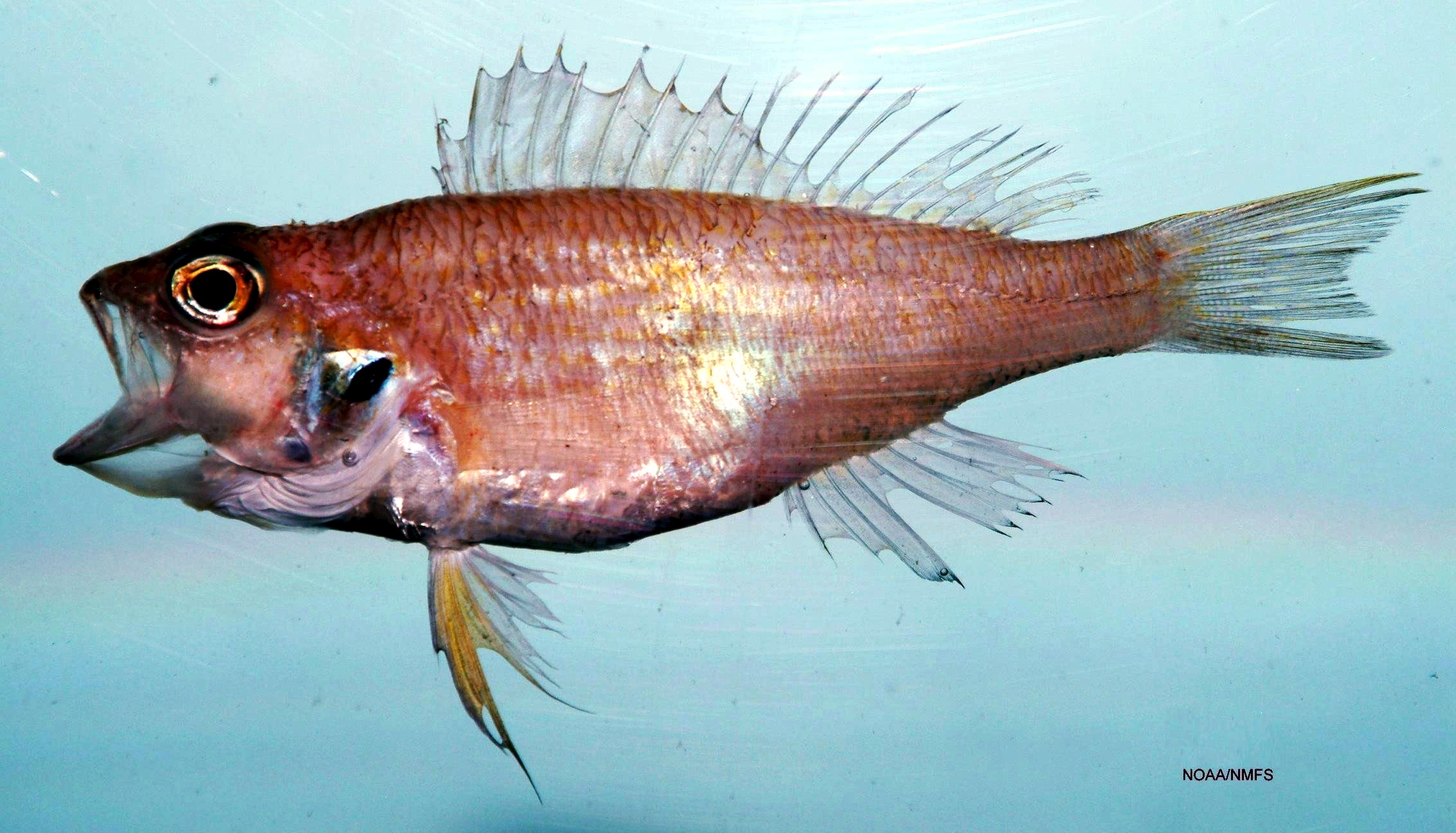
Serranus atrobranchus
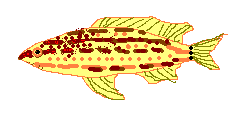
Serranus baldwini
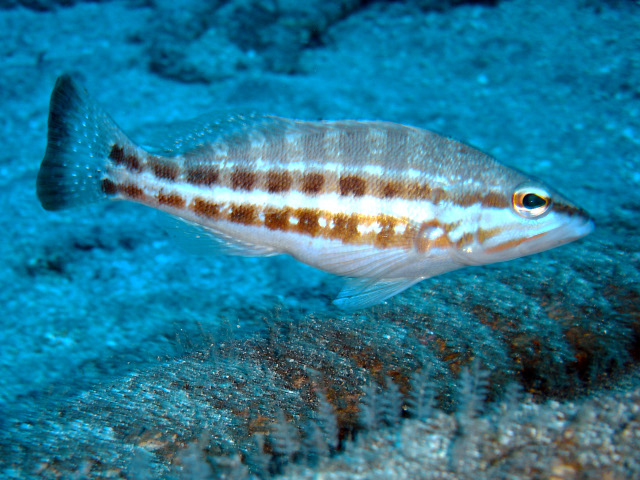
Serranus cabrilla
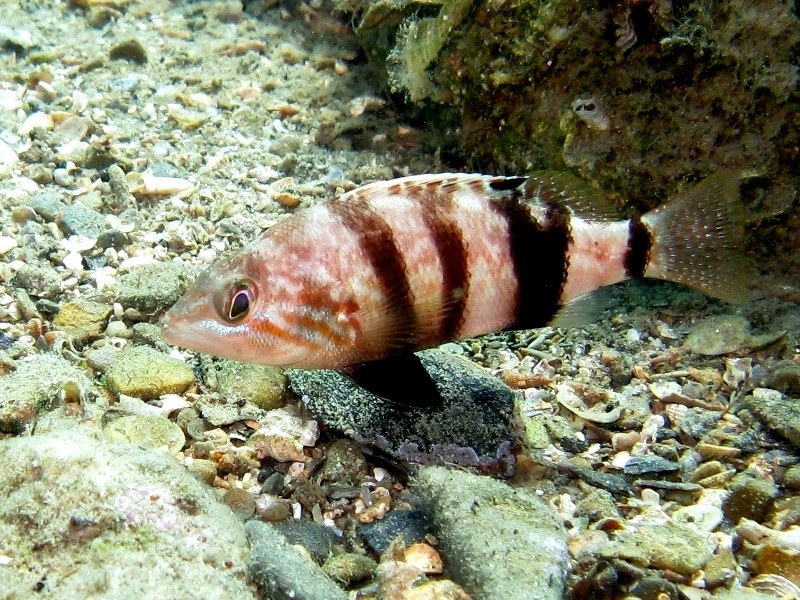
Serranus hepatus
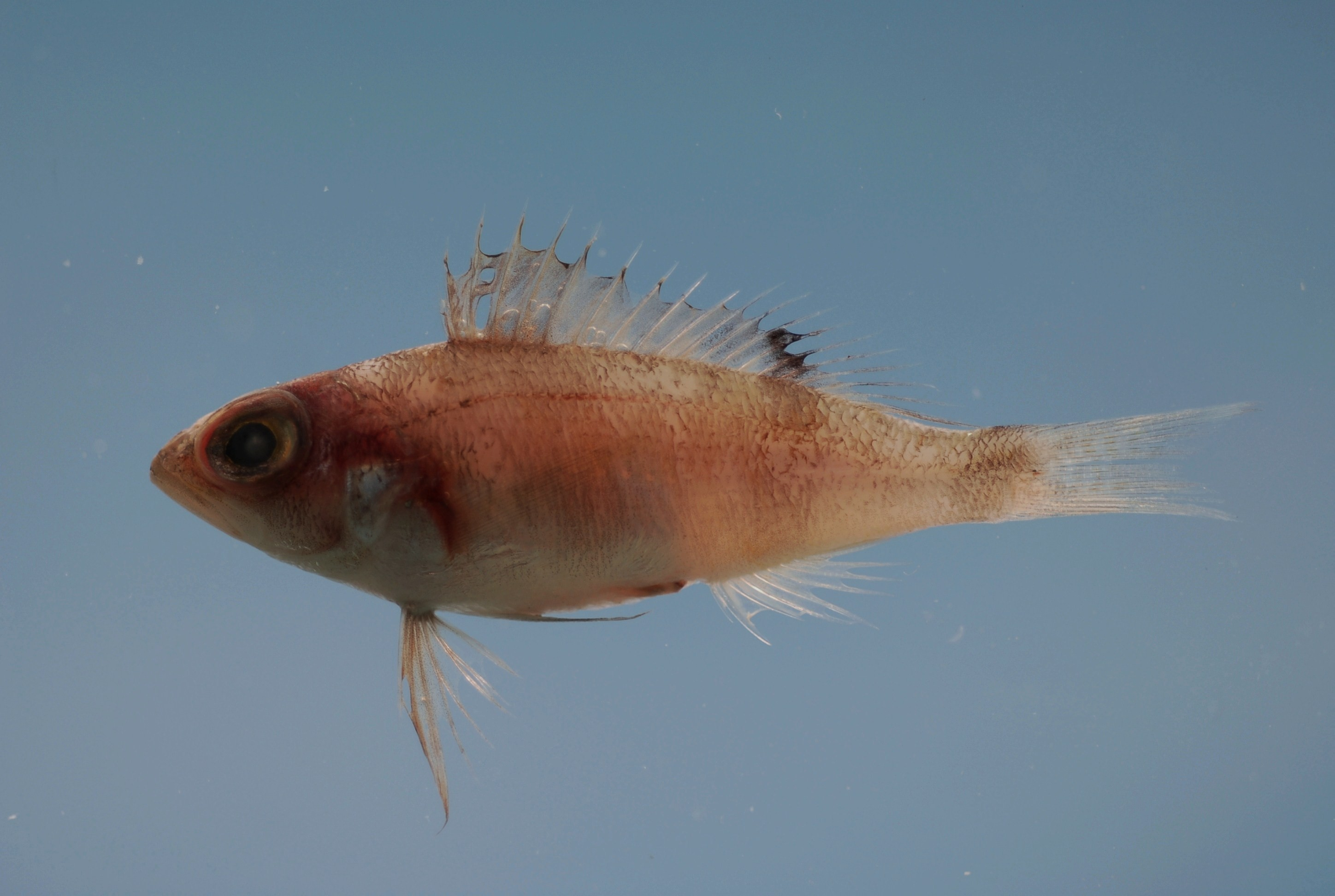
Serranus notospilus
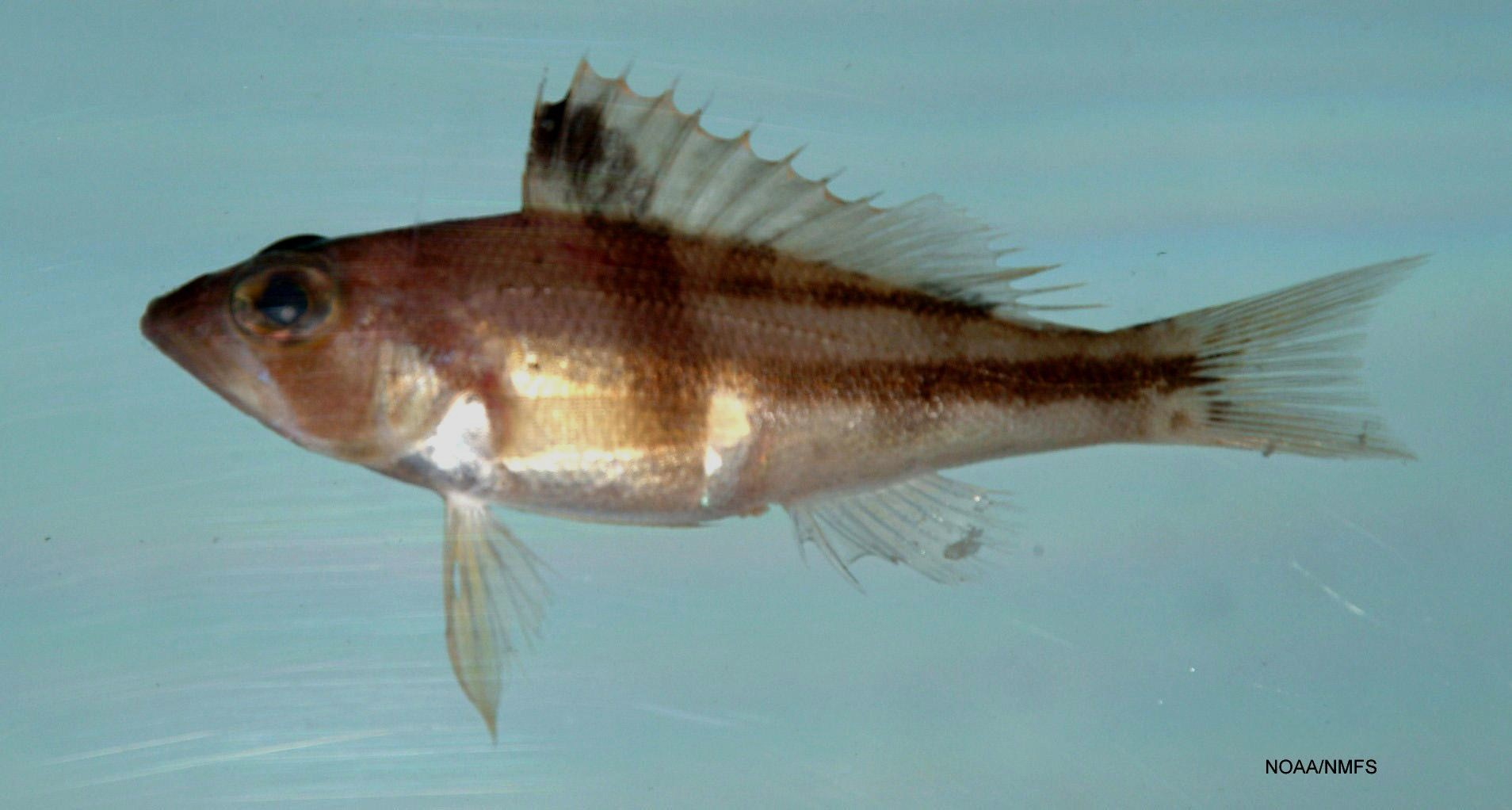
Serranus phoebe
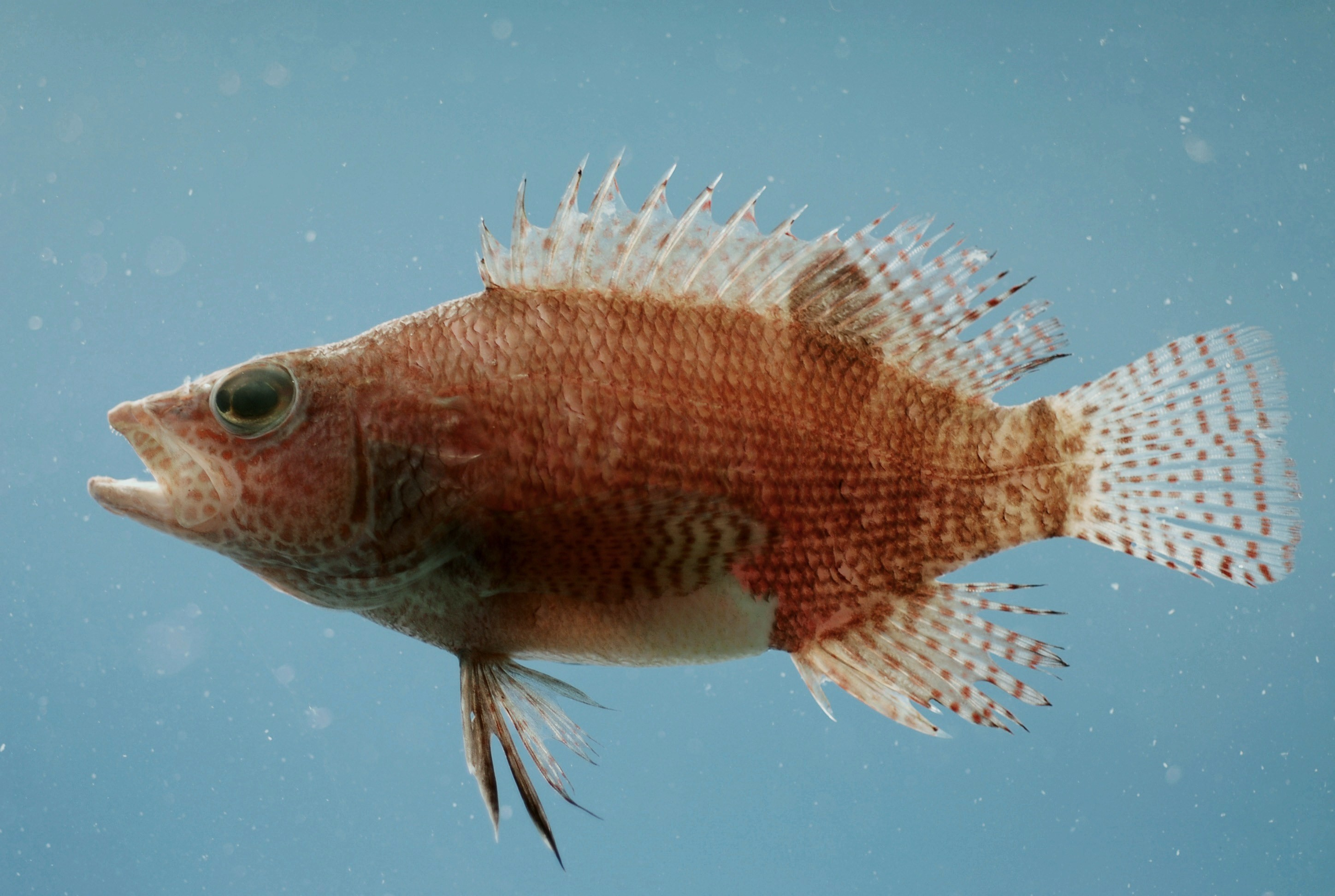
Serranus subligarius
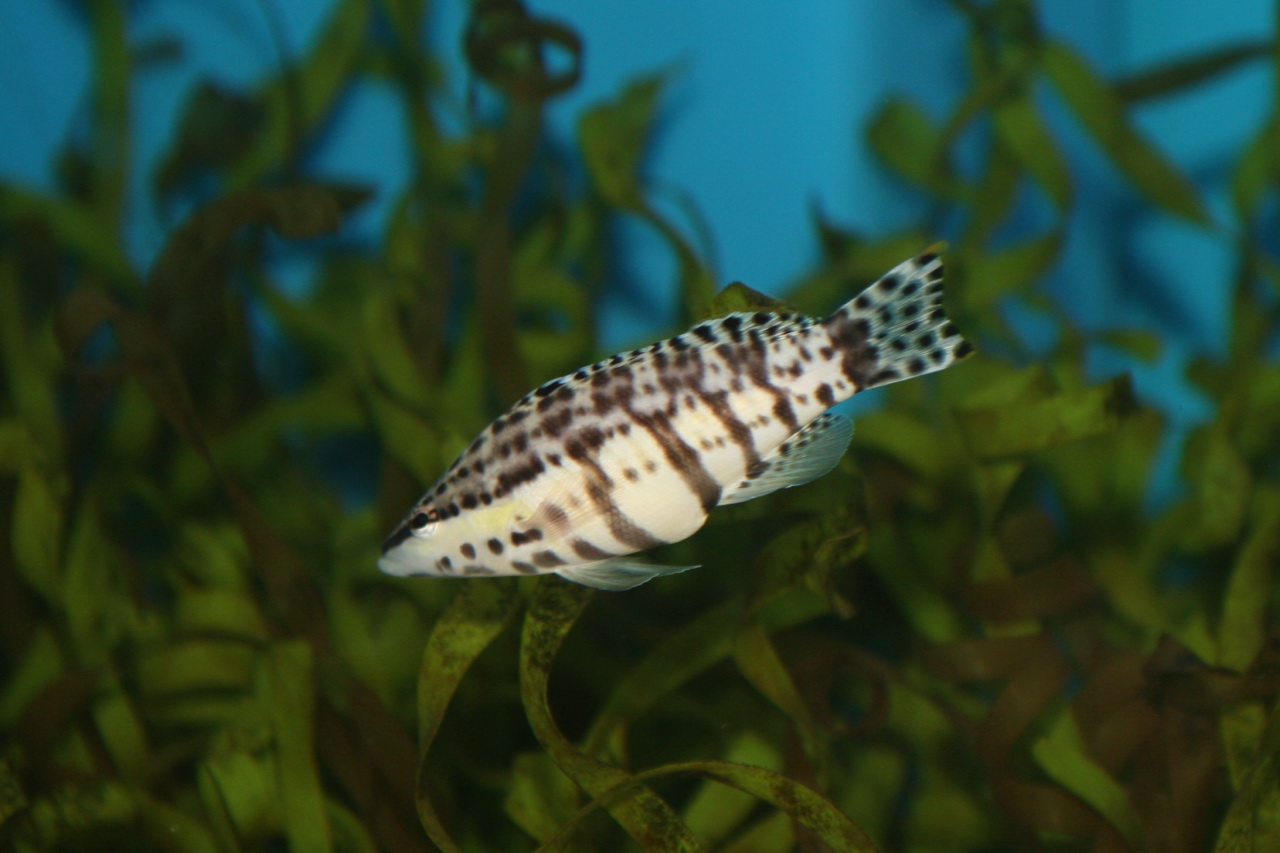
Serranus tigrinus
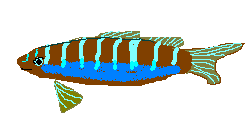
Serranus tortugarum